# Quyền LGBT ở Antigua và Barbuda
Quyền đồng tính nữ, đồng tính nam, song tính và chuyển giới ở Antigua và Barbuda phải đối mặt với những thách thức pháp lý mà những người không phải là LGBT không gặp phải. 
Vào ngày 5 tháng 7 năm 2022, Tòa án Tối cao Đông Caribe đã ra phán quyết rằng các mục của Bộ luật Hình sự quy định đồng giới yêu nhau là bất hợp pháp là vi hiến và do đó vô hiệu.
Tuy nhiên, luật không giải quyết vấn đề phân biệt đối xử hoặc quấy rối vì xu hướng tính dục hoặc bản dạng giới, cũng như không thừa nhận kết hợp dân sự dưới bất kỳ hình thức nào, cho dù đó là hôn nhân hay quan hệ bạn đời. Hộ gia đình do các cặp đôi đồng giới làm chủ hộ không được hưởng các quyền như nhau đối với các cặp đôi khác giới.

## Bảng tóm tắt
| Hoạt động tình dục đồng giới hợp pháp                                                                                       | Hợp pháp từ năm 2022 |
| Độ tuổi đồng ý | No                   |
| Luật chống phân biệt đối xử chỉ trong việc làm                                                                              | No                   |
| Luật chống phân biệt đối xử trong việc cung cấp hàng hóa và dịch vụ                                                         | No                   |
| Luật chống phân biệt đối xử trong tất cả các lĩnh vực khác (Bao gồm phân biệt đối xử gián tiếp, ngôn từ kích động thù địch) | No                   |
| Hôn nhân đồng giới | No                   |
| Công nhận các cặp đồng giới                                                                                                 | No                   |
| Con nuôi của các cặp vợ chồng đồng giới                                                                                     | No                   |
| Con nuôi chung của các cặp đồng giới                                                                                        | No                   |
| Người LGBT được phép phục vụ công khai trong quân đội                                                                       | No                   |
| Quyền thay đổi giới tính hợp pháp                                                                                           | No                   |
| Truy cập IVF cho đồng tính nữ                                                                                               | No                   |
| Mang thai hộ thương mại cho các cặp đồng tính nam                                                                           | No                   |
| NQHN được phép hiến máu | No                   |